# Shadowboxing

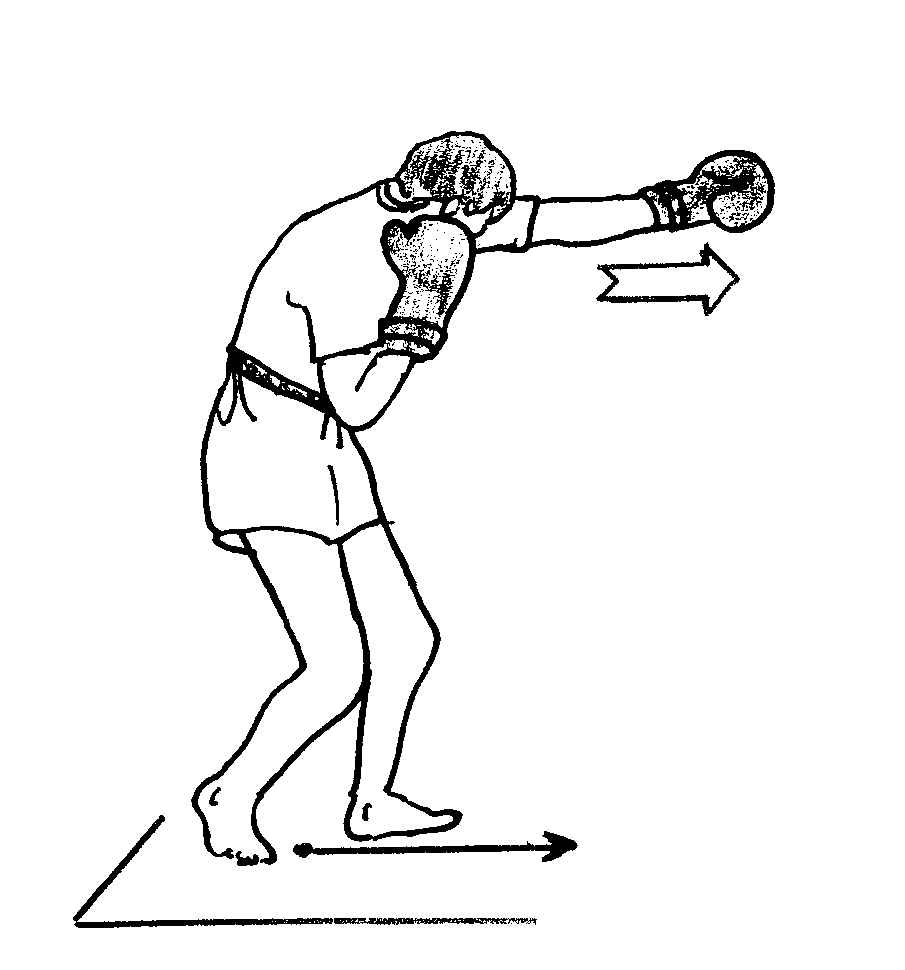
Preparació de boxa

Shadowboxing és un exercici per a la formació dels esports de combat, sobretot, com el seu nom indica, per a la boxa. S'utilitza principalment per preparar els músculs abans que l'entrenament requereixi una major activitat física. El Shadowboxing és individual: el participant llança cops a ningú en particular. Muhammad Ali un cop va realitzar una rutina de Shadowboxing famosa al costat de Howard Cosell per a les càmeres de televisió de Wide World of Sports d'ABC Television Studio.